# Swarm de la Géorgie
Le Swarm de la Géorgie (en anglais : Georgia Swarm) est une franchise américaine de crosse en salle évoluant dans la Division Est de la National Lacrosse League (NLL) depuis 2015. Basés à Duluth, en Géorgie, le Swarm joue au Infinite Energy Arena, enceinte de 11 355 places inaugurée en 2003.

## Histoire
L’Express de Montréal était le nom originel de l'équipe. En 2004, l'équipe déménage à Saint Paul sous le nom de Swarm du Minnesota. Les propriétaires de l'équipe (Minnesota Sports & Entertainment), qui possèdent aussi le Wild du Minnesota de la LNH, ont acheté les droits de l'Express de Montréal, équipe inactive depuis le 10 août 2004.

Express de Montréal 2001-2002
Swarm du Minnesota 2003-2015
Swarm de la Géorgie 2015-2019

## Saison par saison

### Express de Montréal
| Saison | Division | V-D | Class. | Domicile | Extérieur | GF  | GA  | Séries éliminatoires |
| ------ | -------- | --- | ------ | -------- | --------- | --- | --- | -------------------- |
| 2002   | Central  | 8-8 | 3e     | 4-4      | 4-4       | 237 | 227 | --                   |
| Total  | 1 saison | 8-8 |        | 4-4      | 4-4       | 237 | 227 |                      |

### Swarm du Minnesota

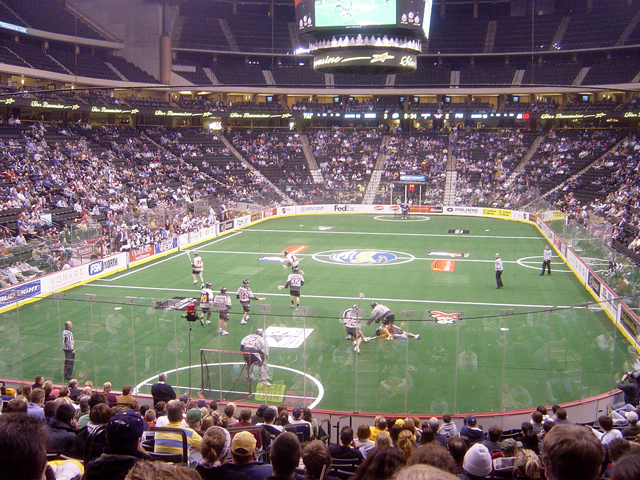
Match du Swarm face aux Wings de Philadelphie

| Saison      | Division  | V-D   | Class. | Domicile | Extérieur | GF  | GA  | Séries éliminatoires               |
| ----------- | --------- | ----- | ------ | -------- | --------- | --- | --- | ---------------------------------- |
| 2005        | Est       | 5-11  | 5e     | 2-6      | 3-5       | 188 | 231 | --                                 |
| 2006        | Est       | 8-8   | 4e     | 3-5      | 5-3       | 158 | 171 | Défaite en demi-finale de division |
| Total       | 2 saisons | 13-19 |        | 5-11     | 8-8       | 346 | 402 |                                    |
| Totaux S.É. |           | 0-1   |        | 0-0      | 0-1       | 10  | 11  |                                    |

Entraîneurs
- Mike Simpson
- Adam Mueller
- Duane Jacobs

### Swarm de la Géorgie
| Saison      | Division | V-D  | Class. | Domicile | Extérieur | GF  | GA  | Séries éliminatoires               |
| ----------- | -------- | ---- | ------ | -------- | --------- | --- | --- | ---------------------------------- |
| 2016        | Est      | 8-10 | 3e     | 4-5      | 4-5       | 238 | 240 | Défaite en demi-finale de division |
| Total       | 1 saison | 8-10 |        | 4-5      | 4-5       | 238 | 240 |                                    |
| Totaux S.É. |          | 0-1  |        | 0-0      | 0-1       | 13  | 14  |                                    |

Entraîneurs
- Ed Comeau